# 布罗韦洛-卡尔普尼诺
布罗韦洛-卡尔普尼诺（義大利語：Brovello-Carpugnino），是意大利韦尔巴诺-库西亚-奥索拉省的一个市镇。总面积8.34平方公里，人口685人，人口密度82.1人/平方公里（2009年）。ISTAT代码为103013。